# Celene
Celene (łac. Dioecesis Celenensis) – stolica historycznej diecezji w Hiszpanii, w Galicji, sufragania metropolii Braga. Współczesne miasto Caldas de Reyes. 
Obecnie katolickie biskupstwo tytularne ustanowione przez Pawła VI w 1969.

## Biskupi tytularni
| Lp. | Biskup                   | Funkcja                                    | Od               | Do                |
| --- | ------------------------ | ------------------------------------------ | ---------------- | ----------------- |
| 1   | Evelio Díaz y Cía        | emerytowany arcybiskup Hawany (Kuba)       | 26 stycznia 1970 | 26 listopada 1970 |
| 2   | Henry L’Heureux          | biskup pomocniczy Perpignan (Francja)      | 26 lutego 1971   | 3 lutego 1972     |
| 3   | Massimo Giustetti        | administrator apostolski Pinerolo (Włochy) | 1 lipca 1972     | 21 marca 1974     |
| 4   | Gabriel Montalvo Higuera | nuncjusz apostolski                        | 14 czerwca 1974  | 2 sierpnia 2006   |
| 5   | Sergio Pagano            | urzędnik Kurii Rzymskiej                   | 4 sierpnia 2007  |                   |